# Primera División B 2010
El campeonato de la Primera División B 2010 del fútbol paraguayo fue el sexagésimo noveno campeonato oficial de la Primera División B organizado por la Asociación Paraguaya de Fútbol (APF). Se dio inicio el 10 de abril y finalizó el 21 de agosto.
Se consagró campeón por primera vez el Club River Plate de Asunción y ascendió a la División Intermedia.

## Sistema de competición
El modo de disputa implementado fue, como en temporadas anteriores y similar a las de categorías superiores, el de todos contra todos a partidos de ida y vuelta, es decir a dos rondas compuestas por nueve jornadas cada una con localía recíproca. Se convierte en campeón el equipo que acumula la mayor cantidad de puntos al término de las 18 jornadas. En caso de haberse producido igualdad entre dos contendientes, habrían definido el título en un partido extra. Si hubieran sido más de dos, se resolvía según los siguientes parámetros:
1) saldo de goles;
2) mayor cantidad de goles marcados;
3) mayor cantidad de goles marcados en condición de visitante;
4) sorteo.

## Producto de la clasificación
- El torneo coronó al 69° campeón en la historia de la Primera División B.

- El campeón del torneo, obtuvo directamente su ascenso a la División Intermedia.

- El equipo que obtuvo el menor puntaje en el torneo, descendió a la Primera División C.

## Ascensos y descensos
| Ascendidos a la División Intermedia            |
| ---------------------------------------------- |
| San Lorenzo (Campeón de la Primera División B) |
| Cerro Corá (Subcampeón de la Tercera División) |

| Descendidos a la Primera División C                     |
| ------------------------------------------------------- |
| Atlántida (Peor puntaje en la temporada pasada)         |
| Tembetary (Segundo peor puntaje en la temporada pasada) |

| Ascendidos de la Primera División C                  |
| ---------------------------------------------------- |
| River Plate (Campeón de la Primera División C)       |
| Martín Ledesma (Subcampeón de la Primera División C) |

| Descendidos de la División Intermedia                   |
| ------------------------------------------------------- |
| Silvio Pettirossi (Peor puntaje en la temporada pasada) |

## Equipos participantes
| Equipos           | Fundación                | Ciudad               | Estadio                | Capacidad |
| ----------------- | ------------------------ | -------------------- | ---------------------- | --------- |
| 1° de Marzo       | 1 de marzo de 1963       | Fernando de la Mora  | 1° de Marzo            | 2.000     |
| 29 de Setiembre   | 30 de abril de 1942      | Luque                | Molino                 | 1.000     |
| 3 de Noviembre    | 15 de mayo de 1959       | Asunción             | Dr. Rubén Ramírez      | 1.500     |
| Cristóbal Colón   | 25 de octubre de 1925    | Ñemby                | Pablo Patricio Bogarín | 3.000     |
| Martín Ledesma    | 22 de septiembre de 1914 | Capiatá              | Enrique Soler          | 5.000     |
| Pilcomayo         | 9 de junio de 1915       | Mariano Roque Alonso | Agustín Báez           | 800       |
| Presidente Hayes  | 8 de noviembre de 1907   | Asunción             | Kiko Reyes             | 5.000     |
| Resistencia       | 27 de diciembre de 1917  | Asunción             | Tomás Began Correa     | 5.700     |
| River Plate       | 15 de enero de 1911      | Asunción             | ñRiver Plate]]         | 5.000     |
| Silvio Pettirossi | 24 de agosto de 1913     | Asunción             | Bernabé Pedrozo        | 4.000     |

## Clasificación
| Pos. | Equipos           | PJ | PG | PE | PP | GF | GC | Dif. | Pts. |
| ---- | ----------------- | -- | -- | -- | -- | -- | -- | ---- | ---- |
| 1.   | River Plate       | 18 | 11 | 4  | 3  | 41 | 17 | 24   | 37   |
| 2.   | Martín Ledesma    | 18 | 9  | 5  | 4  | 26 | 18 | 8    | 32   |
| 3.   | 29 de Setiembre   | 18 | 8  | 5  | 5  | 37 | 28 | 9    | 29   |
| 4.   | Cristóbal Colón   | 18 | 8  | 5  | 5  | 24 | 21 | 3    | 29   |
| 5.   | Silvio Pettirossi | 18 | 6  | 9  | 3  | 23 | 16 | 7    | 27   |
| 6.   | Resistencia       | 18 | 7  | 3  | 8  | 21 | 22 | -1   | 24   |
| 7.   | Presidente Hayes  | 18 | 4  | 7  | 7  | 25 | 32 | -7   | 19   |
| 8.   | 1° de Marzo       | 18 | 4  | 5  | 9  | 17 | 29 | -12  | 17   |
| 9.   | 3 de Noviembre    | 18 | 4  | 5  | 9  | 25 | 42 | -17  | 17   |
| 10.  | Pilcomayo         | 18 | 3  | 4  | 11 | 14 | 28 | -14  | 13   |

 Pos=Posición; PJ=Partidos jugados; PG=Partidos ganados; PE=Partidos empatados; PP=Partidos perdidos; GF=Goles a favor; GC=Goles en contra; Dif=Diferencia de goles;Pts=Puntos
|  |                                                              |
|  | Campeón. Ascendido en forma directa a la División Intermedia |
|  | Descendido a Primera División C                              |

## Campeón
|                         |
| River Plate 1.er título |